# Giro di Germania 1939
Il Giro della Grande Germania 1939 (ted.: Großdeutschlandfahrt 1939), ottava edizione della corsa nazionale tedesca, si svolse in venti tappe dal 1º al 24 giugno 1939. Fu vinto dal tedesco Georg Umbenhauer, che completò la prova in 149h33'51" precedendo in classifica lo svizzero Robert Zimmermann e l'altro tedesco Fritz Scheller.
La corsa, organizzata da Hermann Schwartz, fu l'occasione da parte della Germania nazista di mostrare al mondo la propria grandezza con una prova su un percorso di ben 5049,6 km in venti tappe: fu la più lunga corsa a tappe dell'anno, superando di quasi mille chilometri il Tour de France 1939, che prevedeva 4224 km suddivisi in diciotto frazioni, e di oltre duemila il Giro d'Italia 1939, che prevedeva 3011,4 km in diciassette frazioni.
Alla partenza erano presenti sessantotto corridori suddivisi in dodici squadre: otto formazioni tedesche, tre nazionali (Francia, Belgio e Svizzera) e una formazione mista di ciclisti danesi, spagnoli e olandesi. Oltre alla classifica finale, fu stilata anche una classifica a squadre, vinta dalla Nazionale belga, e una classifica dei migliori scalatori, vinta da Robert Zimmermann. Il belga Sylvain Grysolle si aggiudicò il maggior numero di tappe, quattro.

## Tappe
| Tappa  | Data      | Percorso                           | km               | Vincitore di tappa | Leader cl. generale |
| ------ | --------- | ---------------------------------- | ---------------- | ------------------ | ------------------- |
| 1ª     | 1º giugno | Berlino > Stettino                 | 252,5            | Gerrit Schulte     | Gerrit Schulte      |
| 2ª     | 2 giugno  | Stettino > Cottbus                 | 241,2            | Gerrit Schulte     | Gerrit Schulte      |
| 3ª     | 3 giugno  | Cottbus > Breslavia                | 246,6            | Erich Bautz        | Hermann Siebelhoff  |
| 4ª     | 4 giugno  | Breslavia > Reichenbach            | 219,3            | Sylvain Grysolle   | Robert Zimmermann   |
|        | 5 giugno  | giorno di riposo                   | giorno di riposo | giorno di riposo   | giorno di riposo    |
| 5ª     | 6 giugno  | Reichenbach > Chemnitz             | 210,7            | Georg Umbenhauer   | Georg Umbenhauer    |
| 6ª     | 7 giugno  | Chemnitz > Norimberga              | 287              | Frans Spiessens    | Georg Umbenhauer    |
| 7ª     | 8 giugno  | Norimberga > Passavia              | 226,1            | Ludwig Geyer       | Georg Umbenhauer    |
| 8ª     | 9 giugno  | Passavia > Vienna                  | 305              | Paul Langhoff      | Georg Umbenhauer    |
|        | 10 giugno | giorno di riposo                   | giorno di riposo | giorno di riposo   | giorno di riposo    |
| 9ª     | 11 giugno | Vienna > Graz                      | 197              | Hermann Schild     | Georg Umbenhauer    |
| 10ª    | 12 giugno | Graz > Salisburgo                  | 278              | Frans Spiessens    | Georg Umbenhauer    |
| 11ª    | 13 giugno | Salisburgo > Augusta               | 223,5            | Herbert Gerber     | Georg Umbenhauer    |
| 12ª    | 14 giugno | Augusta > Singen                   | 250,2            | Hermann Schild     | Georg Umbenhauer    |
| 13ª    | 15 giugno | Singen > Stoccarda                 | 251,3            | Oskar Thierbach    | Georg Umbenhauer    |
|        | 16 giugno | giorno di riposo                   | giorno di riposo | giorno di riposo   | giorno di riposo    |
| 14ª    | 17 giugno | Stoccarda > Saarbrücken            | 229,8            | Hermann Schild     | Georg Umbenhauer    |
| 15ª    | 18 giugno | Saarbrücken > Francoforte sul Meno | 263,4            | Willy Fischer      | Georg Umbenhauer    |
| 16ª    | 19 giugno | Francoforte sul Meno > Colonia     | 254,8            | Leo Amberg         | Georg Umbenhauer    |
| 17ª-1  | 20 giugno | Colonia > Dortmund                 | 197,3            | Fritz Diederichs   | Georg Umbenhauer    |
| 17ª-2  | 20 giugno | Dortmund > Bielefeld               | 140              | Sylvain Grysolle   | Georg Umbenhauer    |
|        | 21 giugno | giorno di riposo                   | giorno di riposo | giorno di riposo   | giorno di riposo    |
| 18ª    | 22 giugno | Bielefeld > Hannover               | 279,2            | Sylvain Grysolle   | Georg Umbenhauer    |
| 19ª    | 23 giugno | Hannover > Lipsia                  | 275,7            | Sylvain Grysolle   | Georg Umbenhauer    |
| 20ª    | 24 giugno | Lipsia > Berlino                   | 221              | Hermann Schild     | Georg Umbenhauer    |
| Totale | Totale    | Totale                             | 5049,6           |                    |                     |

## Squadre partecipanti
| N. | Cod. | Squadra       |
| -- | ---- | ------------- |
| ?  | -    | Adler         |
| ?  | -    | Diamant       |
| ?  | -    | Dürkopp       |
| ?  | -    | Express       |
| ?  | -    | Phänomen      |
| ?  | -    | Presto        |
| ?  | -    | Victoria      |
| ?  | -    | Wanderer      |
| ?  | BEL  | Belgio        |
| ?  | CHE  | Svizzera      |
| ?  | FRA  | Francia       |
| ?  | -    | Squadra mista |

## Classifiche finali

### Classifica generale - Maglia gialla
| Pos. | Corridore         | Squadra   | Tempo      |
| ---- | ----------------- | --------- | ---------- |
| 1    | Georg Umbenhauer  | Phänom.   | 149h33'51" |
| 2    | Robert Zimmermann | Svizzera  | a 9'45"    |
| 3    | Fritz Scheller    | Adler     | a 13'19"   |
| 4    | Oskar Thierbach   | Diamant   | a 13'54"   |
| 5    | Robert Wierinckx  | Belgio    | a 13'55"   |
| 6    | Robert Oubron     | Francia   | a 16'02    |
| 7    | Heinz Wengler     | Dürkopp   | a 18'14"   |
| 8    | Arne W. Pedersen  | Sq. mista | a 18'17"   |
| 9    | Sylvain Grysolle  | Belgio    | a 23'31"   |
| 10   | Frans Spiessens   | Belgio    | a 23'41"   |

### Classifica scalatori
| Pos. | Corridore         | Squadra  | Punti |
| ---- | ----------------- | -------- | ----- |
| 1    | Robert Zimmermann | Svizzera | 67    |
| 2    | Georg Umbenhauer  | Phänomen | 56    |
| 3    | Léon Level        | Francia  | 55    |

### Classifica a squadre
| Pos. | Squadra       | Punti      |
| ---- | ------------- | ---------- |
| 1    | Belgio        | 449h44'40" |
| 2    | Francia       | a 40'32"   |
| 3    | Svizzera      | a 47'33"   |
| 4    | Squadra mista | a 1h11'52" |
| 5    | Dürkopp       | a 1h17'15" |